# Folkedans
Folkedans er traditionel, folkelig dans, der er karakteristisk for et land eller en egn. I Danmark dyrkes folkedans nu især i foreninger. 
I moderne tid kan folkedans som en del anden dans blive koreograferet og udført på en scene. For kulturer udenfor Europa benyttes ofte begrebet "etnisk dans" eller "traditionel dans" om det samme. Folkedans har følgende fællestræk:
- Folkedans er knyttet til folkemusik eller folkeviser.
- Folkedans er del af et kulturelt fællesskab.
- Folkedansens udførelse er domineret af tradition.
- Folkedans blev danset af den jævne befolkning.

I de skandinaviske lande har begrebet "gammeldans" vundet indpas som betegnelse for en ubrudt forlængelse af en folkelig dansetradition. Den fungerer i modsætning til folkedansen uden nedskreven koreografi og formaliserede ritualer. Mens folkedans i Danmark som regel dyrkes i regi af folkedanserforeninger og tidligere også idrætsforeninger, er dette sjældent tilfældet med gammeldans.

## Danse
Når man er med i dansesammenhænge, kan man støde på følgende danse:

### Kvadrilledanse
- Baglæns kontrasejre
- Tossemarens Totur
- Engelsk kvadrille
- Skotsk fra Hillerød

### Kredsdanse
- Dudlebska polka
- Jugo
- Den toppede høne fra Thy
- Den toppede høne
- Vride rumpe
- Tre ting fra Fyn
- Pigernes fornøjelse
- Hamborg sekstur
- Mads tobak
- Bette mand i knibe

### Rækkedanse
- Sønderborg dobbelt kvadrille
- Den lille englænder
- Dronningens dans fra Fyn
- Fandango fra Hardsyssel

### Øvrige danse
- Pirrevals
- Totur fra Himmerland
- Drillehopsa
- Gamle nr. 12

I mange af dansene kan man ved at lytte til musikken, høre sig frem til hvad man skal gøre i den pågældende dans. De mange eksisterende folkedanse kan deles i mange undergrupper, ud fra, hvordan man stiller op i dem, hvilke trin dansen har, hvor legestue-egnede de er, osv. "Legestue" forbindes med små børn, men bruges også i forbindelse med nogle folkedanse. Ved et dansestævne er der ingen konkurrence som fx ved et ridestævne. Man kan gå til folkedans som medlem af en lokal forening, lære nye trin og få rørt sig på en alternativ måde til noget rytmisk og anderledes musik. Når man går til folkedans, skal man kun have dragt på ved opvisninger og lignende, ikke ved træning.
De forskellige melodier har mindre dele, som kaldes repriser.
Indenfor folkedans kendes sanglegene Gedebukken, Frøerne og Dommerdansen.
Udtryk:
- Egen danser(egen)
- Fremmed danser(fremmed)

### Trin
- Hurretrin
- Sideløbstrin
- Chassé
- Balancé
- Croissé

### Fatninger
- Almindelig dansefatning
- Flyverfatning
- Trojkafatning
- Sidevendt korsgreb(savefatning)
- Livfatning

### Måder at stå på (opstillinger)
- Kreds
- Række
- Kvadrille

### Øvrige dansetermer
- Apeller
- Avet om
- Polka
- Kæde